# Nou Partit Anticapitalista
El Nou Partit Anticapitalista (francès: Nouveau Parti anticapitaliste, NPA) és un partit polític anunciat a França el 29 de juny de 2008 i finalment oficialitzat de manera formal el febrer de 2009.

## Origen i perspectives inicials
El seu nom havia estat elegit originalment només amb caràcter temporal. Però durant el Congrés fundacional del 6-8 de febrer de 2009, va resultar ser el definitiu, després de guanyar-li -amb el 53% dels vots- a l'opció alternativa competidora, la més «autènticament» marxista denominació de "Revolucionari Partit Anticapitalista" (Parti révolutionnaire anticapitaliste).
El propòsit del partit és intentar unificar els fracturats moviments de l'esquerra radical francesa, la Lluita Obrera d'Arlette Laguiller, el Partit Radical d'Esquerra, els seguidors del líder antiglobalització José Bové i fins i tot alguns membres de l'històricament important però electoralment molt devaluat Partit Comunista Francès.
Així mateix també busca atreure nous activistes de l'espectre ideològic de centreesquerra (per a això, la denominació oficial finalment confirmada de NPA és millor que la més ideologitzada alternativa derrotada de PRA).
Així mateix, una altra idea important és intentar recuperar vots històricament esquerrans, però "aburgesats" o "dretitzats" durant els últims anys, degut en part a la incapacitat de l'esquerra dividida gal·la de contenir-los i de satisfer els votants. Per exemple, els partits i coalicions marxistes havien obtingut un percentatge combinat del 10,44% dels vots en les eleccions presidencials franceses de 2002, xifra que va descendir notablement a poc més de la meitat (5,75%) en les de 2007. En particular, el tradicional i alguna vegada poderós PCF només obtindria un 2% de sufragis en aquest important comici nacional.
La part que està estretament relacionat amb Olivier Besancenot, el principal portaveu del més poderós partit de l'extrema esquerra francesa, la Lliga Comunista Revolucionària (LCR). De fet, la mateixa LCR francesa, germen ideològic del NPA, es va autodissoldre formalment en vigílies del congrés fundacional del nou partit, el dia 5 de febrer de 2009.
El NPA va aglutinar en la seva creació a 9.123 membres, tres vegades més dels que tenia la LCR.

## Conferència fundacional
En la conferència fundacional del 6 al 8 de febrer de 2009, 630 delegats van votar respecte d'una sèrie de documents, els quals van travessar un llarg procés d'esmenes i posteriors modificacions en les assemblees locals i regionals.
El primer document de "principis fonamentals" brinda l'anàlisi partidària dels que ell veu com a l'impasse o "punt mort" del capitalisme, i la necessitat de mobilització de les masses, típic anhel o desig esquerrà. En el llarg termini somia amb l'enderrocament de les actuals institucions burgeses franceses que haurien de ser reemplaçades per un règim marxista "superador", suposadament virtuós allà on va fallar el comunisme històric. Com pot inferir-se a partir d'aquestes clares definicions, l'aparent renúncia al trotskisme sembla més una tàctica cosmètica que una aspiració real.
El segon document és el reglament provisional, que romandrà en vigor fins a la pròxima conferència.
El tercer document, que es refereix a les perspectives, tràfic d'establir les prioritats per a l'any entrant (2009-2010), a més de les demandes claus per les quals lluitar en el futur immediat.
Finalment, un annex d'actualitat sobre les eleccions al Parlament Europeu expressa l'actitud del partit cap a les eleccions europees de juny de 2009.

## Estructura
Besancenot ha declarat que el NPA no tindrà un únic líder i, al seu lloc, el seu lideratge estarà compost per un cos col·legiat. Així mateix, el partit serà representat pels seus portaveus oficials.
L'estructura bàsica del partit seran els diferents comitès locals, que organitzarà les diverses activitats partidàries locals. La política general del partit serà coordinada per un comitè nacional.
Abans de la fundació del partit, els "450 comitès per a un nou partit" (esquerrà) ja estaven plenament involucrats en l'activitat política pamfletària i contestatària, repartint volants i unint-se a campanyes locals, en particular contra el retall als serveis públics, a més de protestar contra els bombardeigs israelians sobre la Gaza. No en va el logotip del nou partit inclou el dibuix d'un megàfon.

## Ideals
L'objectiu declarat del partit és "construir una nova perspectiva socialista i democràtica per al segle XXI".
Olivier Besancenot ha dit que el partit serà de "l'esquerra que lluita, anticapitalista, internacionalista, antiracista, ecologista, feminista, que s'oposa a totes les formes de discriminació. La distintiva i tradicional identificació de la LCR amb el trotskisme (i amb la Quarta Internacional aparellada a aquell) serà abandonada pel NPA, almenys oficialment.
La conferència (del 6 al 8 de febrer de 2009) va adoptar tres documents finalment, després de les seves respectives esmenes: una declaració de "principis fundacionals", un reglament provisional intrapartidari, i finalment un document de "perspectives" per a l'any entrant (2009). Els esborranys d'aquests documents han estat àmpliament distribuïts i discutits al si del partit.
El projecte més recent sobre els principis fundacionals truca a la "revolució social", però sense una relació precisa amb cap teoria o pràctica històrica marxista relativa a ella.
Al contrari dels documents anteriors de la LCR, encara que el tema del feminisme és molt present en ell, no fa menció explícita a la teoria patriarcal.
Algunes qüestions tals com la retirada de les tropes franceses de l'Afganistan, l'augment del salari mínim, i els serveis públics són acceptats i consensuats per tots els membres del NPA. Altres qüestions, tals com oposar-se a la creixent islamofòbia ("políticament correcte" en Estats com França, amb gran quantitat d'immigrants musulmans) o que lloc precís ocuparà l'ecologia en el programa partidari encara estan en una etapa de molt debat (la inclusió d'aquesta última, històricament menyspreada pels partits marxistes, podria indubtablement ampliar el potencial de mobilització, així com el cabal electoral).

## Aliances
A causa que, el 2009, el NPA és una agrupació política molt nova, el debat encara continua sobre quin tipus d'aliances amb altres grups són ideològicament i tàcticament acceptables. No obstant això, alguns corrents de pensament actuals dins del NPA posen èmfasi en els perills d'aliar-se amb forces que poden acabar unint-se, localment o nacionalment, al tradicional i socialdemòcrata Partit Socialista francès.
D'altres creuen que hi ha treball per fer en aliances àmplies i pragmàtiques amb altres partits d'esquerra, com el nou Partit d'Esquerra.
El gener de 2009, el NPA va firmar una declaració conjunta amb altres partits de l'esquerra francesa, per a la vaga nacional del dia 29 d'aquell mes.
Aquesta declaració conjunta va aguditzar el debat sobre les possibles aliances, amb alguns membres al·legant que l'esmentada unitat en els moviments coordinats de vagues significa (o almenys suggereix) una base suficient per "compartir boletas" i anar junts en les eleccions europees. De fet, els seus militants més entusiastes desitgen que el partit sigui el precursor d'un gran partit anticapitalista a nivell europeu.
Pel seu costat, d'altres realitzen i promouen una clara distinció entre les aliances ideològiques amb altres moviments socials i les que es realitzen tàcticament amb propòsits electorals.

## Resultats electorals

### Eleccions presidencials
| Any  | Candidat        | 1a volta | 1a volta   | 1a volta | 2a volta | 2a volta | 2a volta | Resultat |
| Any  | Candidat        | Vots     | %          | Pos.     | Vots     | %        | Pos.     | Resultat |
| ---- | --------------- | -------- | ---------- | -------- | -------- | -------- | -------- | -------- |
| 2012 | Philippe Poutou | 411,160  | 1,15 / 100 | 8è       | N/D      | N/D      | N/D      | Derrota  |
| 2017 | Philippe Poutou | 394,505  | 1,09 / 100 | = 8è     | N/D      | N/D      | N/D      | Derrota  |
| 2022 | Philippe Poutou | 268,904  | 0,77 / 100 | 11è      | N/D      | N/D      | N/D      | Derrota  |

### Legislative elections
| Any  | Candidat        | Escons  | +/- | Govern            |
| ---- | --------------- | ------- | --- | ----------------- |
| 2012 | Philippe Poutou | 0 / 577 | Nou | Extraparlamentari |
| 2017 | Philippe Poutou | 0 / 577 | =   | Extraparlamentari |
| 2022 | Philippe Poutou | 0 / 577 | =   | Extraparlamentari |
| 2024 | Philippe Poutou | 1 / 577 | 1   | Oposició          |

### Eleccions europees
| Any  | Vots                                               | %                                                  | Escons                                             | Pos.                                               |
| ---- | -------------------------------------------------- | -------------------------------------------------- | -------------------------------------------------- | -------------------------------------------------- |
| 2009 | 840.833                                            | 4,88                                               | 0 / 74                                             | 7è                                                 |
| 2014 | 74.770                                             | 0,39                                               | 0 / 74                                             | 16è                                                |
| 2019 | Van donar suport a la candidatura de Lluita Obrera | Van donar suport a la candidatura de Lluita Obrera | Van donar suport a la candidatura de Lluita Obrera | Van donar suport a la candidatura de Lluita Obrera |
| 2024 | 37 440                                             | 0,15                                               | 0 / 81                                             | 18è                                                |